# 川瀬敏郎
川瀬 敏郎（かわせ としろう、1948年 - ）は、日本の花人である。

## 来歴・人物
- 京都府出身。
- 池坊で華道を学び岡田幸三に師事。日本大学芸術学部を卒業後、フランスのパリ大学に留学した。1974年に帰国した後は特定の流派の所属せず、「いけばな」の原型である｢たてはな｣と「なげいれ」の探求のため創作活動を続けている。
- 1995年にネスカフェ、2016年にJTのCMに出演した[1]。

## 著書
- 『花は野にあるように』（淡交社、1984年）
- 『花会記～四季の心とかたち～』（淡交社、1990年）
- 『私の花』（講談社、1996年）
- 『今様花伝書』（新潮社、2002年）
- 『別冊太陽・花に習う』（平凡社、2007年）
- 『一日一花』（新潮社、2012年）

　ほか

## TV出演等
- 1998年1月4日『いのちの響』（TBS）
- 2002年4月8日『徹子の部屋』（テレビ朝日）
- 2015年2月28日『SWITCHインタビュー 達人達』(NHK・Eテレ)